# Ângelo Castello
Ângelo Castello (Ferraz de Vasconcelos, 20 de outubro de 1945) é um político brasileiro. Falecido em 2005.
Foi vereador e prefeito de Ferraz de Vasconcelos.

## Biografia
Filho de família evangélica tradicional da cidade, Ângelo Castello trabalhou como eletricista de motores na fábrica de lixas e alguns anos mais tarde virou sócio da empresa.
Em seu segundo mandato conseguiu, junto com a  ministra da época Margarida Procópio, o asfalto para grande parte da Vila Santa Margarida e a construção do CAIC.